# Rivière Lavigne
Pour les articles homonymes, voir Lavigne.
La rivière Lavigne est un affluent de la Rivière L'Assomption, coulant sur la rive nord du fleuve Saint-Laurent, dans la municipalité régionale de comté (MRC) de Matawinie, dans la région administrative de Lanaudière, au Québec, au Canada.
Le cours de cette rivière coule généralement vers le sud en traversant le lac Sylvestre, le lac à la Galette, le lac Omey et le lac Lavigne, dans une vallée forestière entourée de montagnes.
Le cours de la rivière Lavigne est généralement difficile d’accès, faute de routes carrossables.

## Géographie
La rivière Lavigne prend sa source à l'embouchure du lac à la Pipe (longueur : 1,3 km ; altitude : 548 m). Ce lac est situé en zone forestière et montagneuse, dans le canton de Gamelin, dans la Zec Lavigne.
L’embouchure de ce lac de tête est situé à 2,5 km au sud-est de la limite du canton de Gamelin, à 26,6 km au nord-ouest de Sainte-Émélie-de-l'Énergie, à 25,6 km au nord du centre du village de Saint-Côme.
La rivière Lavigne coule sur 16,9 km, selon les segments suivants :
- 2,8 km vers le sud, et en traversant vers le sud-est le lac Sylvestre (longueur : 1,5 km ; altitude : 419 m), jusqu’à son embouchure ;
- 3,6 km vers le sud-est en traversant le lac à la Galette (longueur : 3,2 km ; altitude : 405 m), jusqu’à son embouchure ;
- 5,5 km vers le sud, en traversant le lac Lavigne (longueur : 4,3 km ; altitude : 373 m), jusqu’à son embouchure situé au sud ;
- 5,0 km vers le sud-ouest, jusqu’à la confluence de la rivière[2].

La rivière Lavigne se déverse sur la rive sud-ouest de la Rivière L'Assomption. La confluence de la rivière Lavigne est située à :
- 15,1 km au nord-ouest du centre du village de Saint-Côme ;
- 23,0 km au nord-est du centre du village de Saint-Donat.

À partir de la confluence de la rivière Lavigne, la Rivière L'Assomption descend généralement vers le sud-est ; puis serpente vers le sud-ouest, jusqu'à la rive nord du fleuve Saint-Laurent.

## Toponymie
Le toponyme rivière Lavigne a été officialisé le 5 décembre 1968 à la Commission de toponymie du Québec.